# Ecnomus dikla
Ecnomus dikla is een schietmot uit de familie Ecnomidae. De soort komt voor in het Oriëntaals gebied.